# Real Caja (San Luis Potosí)
La Caja Real o Real Caja es un edificio que se encuentra en la esquina de las calles Ignacio Aldama y Francisco I. Madero en el Centro histórico de San Luis Potosí y fue construido a mediados del siglo XVIII para albergar a la institución del mismo nombre. Se caracteriza por ser uno de los pocos ejemplos de estilo barroco en un edificio civil en la ciudad. Fue declarada monumento histórico el 16 de abril de 1935 y desde el año 2010 alberga el Centro Cultural Universitario Caja Real, de la Universidad Autónoma de San Luis Potosí.

## Historia
En 1623 los mineros del cerro de San Pedro solicitaron a las autoridades la fundación de un Apartado, con el fin de aprovechar el oro que se encontraba mezclado con la plata en las minas. La petición fue aceptada por real cédula el 20 de junio de 1626, y en la misma cédula se estableció la fundación de la Caja Real para el cobro del Quinto del Rey.
La Caja Real fue fundada el 28 de abril de 1628 y era parte de un sistema de 23 cajas reales en toda Nueva España. Aunque es uno de los pocos ejemplos de arquitectura barroca en un edificio civil en la ciudad, originalmente era un sencillo edificio de adobe como todas las casas de su época. Las cajas reales tenían oficiales encargados de ellos: un contador, un tesorero, un factor y un veedor. Todos estos oficiales rendían informes al Tribunal de Cuentas de la Ciudad de México y a la Contaduría Mayor de Cuentas. En San Luis Potosí los ingresos provenían principalmente de la minería. El antiguo edificio continuó deteriorándose.
En medio del apogeo del barroco potosino, se restauraron edificios eclesiásticos pero no se dio tanta importancia para restaurar los edificios civiles. Esto cambió con la llegada de Felipe Cleere, quien era el “tesorero oficial del Virrey y destinado a recaudar el quinto de los metales beneficiados que le correspondían al Rey de España”. El nuevo edificio se comenzó a construir en 1764 bajo su dirección. Dado que se tardaron tres a cuatro años en renovarla, se cree que se construyó un edificio completamente nuevo desde los cimientos. Se incorporó el chaflán en su diseño. Esto fue para que combinara con la mansión del conde Peñasco ubicada justamente en contra esquina. Consumada la Independencia de México sirvió para otros usos como residencia de oficiales, aduana, comisaría y la administración principal de correos.
Con la erección de la diócesis de San Luis Potosí, el presidente Antonio López de Santa Anna cedió el edificio para que sirviera como palacio episcopal. En esa época se le agregó la capilla que antes no existía. Fue saqueado en julio de 1914 en medio de la Revolución mexicana. Fue nacionalizada por el general Gabriel Gavira Castro el 16 de septiembre de 1915. El presidente Álvaro Obregón mostró su interés de que la caja fuera convertida en museo regional el 10 de febrero de 1922. Sin embargo sirvió como oficina federal, bodega, taller mecánico, academia de música y escuela. La casi olvidada caja fue declarada monumento histórico el 16 de abril de 1935. En 1937 fue sede de la Oficina Federal de Hacienda, siendo esta la última vez que servirá para usos del gobierno federal.
En 1960 el inmueble fue entregado a la Universidad Autónoma de San Luis Potosí. Sirvió como escuela de ingeniería y arquitectura, sede de la Radio Universidad, entre otros usos. Fue restaurado por el arquitecto Alejandro Galván Arellano poco tiempo después.
“En un nicho de la fachada podemos ver la magnífica escultura en piedra de la Purísima” que fue un “obsequio del Rey Carlos III a la ciudad”. En su interior se pueden admirar la puerta y ventanas de la capilla labradas en piedra” al estilo de toda su decoración barroca. Actualmente no es utilizado para recaudar metales, sino que se emplea como Centro Cultural Universitario, en donde se hacen exposiciones o conciertos. La entrada a este lugar es libre y está situada en una esquina.